# 古恵良販売
株式会社古恵良販売（こえらはんばい）は、福岡県北九州市小倉北区に本店を置く質店である。

## 店舗
- 古恵良質店 - 福岡県北九州市小倉北区宇佐町1丁目12-5
- 小倉南店 - 福岡県北九州市小倉南区津田新町4-7-5